# محمد بن إبراهيم طباطبا
محمد بن إبراهيم طباطبا (173 هـ - 199 هـ / 790 - 815 م) من أئمة الزيديين في اليمن. 

## حياته

### نسبه وأولاده
- هو محمد[3] بن إبراهيم طباطبا، ولقب بذلك لأنه أراد أن يقول قبا فقال طبا، لردّة في لسانه، بن إسماعيل الديباج بن إبراهيم الشِّبْه بن الحسن بن الحسن بن علي بن أبي طالب عليهم السلام.[4]

- وأمه: أم الزبير بنت عبد اللّه بن أبي بكر بن عباس بن عبد الرحمن بن الحرث بن هشام بن المغيرة بن عبد اللّه بن عمرو بن مخزوم.

وكان أبوه إبراهيم في حبس محمد الملقب بالمهدي، وموسى بعده، وهارون بعده، ومات في الحبس.
إسماعيل، وجعفر، وعبد اللّه، وفاطمة، أمهم أم جعفر بنت إسحاق بن إبراهيم بن جعفر بن عبد اللّه بن عبد الرحمن بن الأزهر بن عوف بن عبد الحرث بن زهرة، ولهم عقب.

## بيعته
خرج من المدينة إلى الكوفة باستدعاء أبي السرايا السَّرِيّ بن منصور الشيباني له وجماعة الأشراف والشيعة، فظهر بها يوم الخميس لعشر خلون من جمادى الأولى سنة 199هـ / 814م،، وبايعه أبو السرايا وجماعة زيدية الكوفة، وبَثَّ الدعاة في سائر النواحي، وأنفذ أخاه القاسم بن إبراهيم إلى مصر للدعاء إليه وأَخْذِ البيعة له، وللقاسم يومئذ سبع أو ست وعشرون سنة.
وبايعه من الأشراف: محمد بن محمد بن زيد، ومحمد بن جعفر بن محمد بن علي، وعلي بن عبيد اللّه، وغيرهم ممن يطول ذكرهم. ومن الفقهاء: يحيى بن آدم، وكان شرط عليه شرائط البيعة وهو يقول: ما استطعت ما استطعت. فقال له محمد بن إبراهيم: هذا قد استثنى لك القرآن، قال تعالى: ﴿فَاتَّقُوْا اللَّهَ مَا اسْتَطَعْتُمْ﴾ [التغابن: 16]. وأبو بكر وعثمان ابنا أبي شيبة، وأبو نعيم الفضل بن دكين، وعبد اللّه بن علقمة.
فوجه إليه الحسنُ بن سهل ـ وهو يلي العراق من قِبَل المأمون ـ: زهيرَ بن المسيب الضَّبِّي مع عشرة آلاف رجل، فخرج إليه أبو السرايا مع أصحابه من أهل الكوفة والعرب فقاتلهم وأوقع بهم وهزمهم وغنم دوابهم وكراعهم. ثم أنفذ الحسن بن سهل بعبدوس بن عبد الصمد وضم إليه جيشاً كثيراً لإعادة القتال.
وكانت له ست وقعات على باب الكوفة، وأصابه في خروجه سهم وطعن فاعْتَلّ.
وكان أبو السرايا يقوم بقتال القوم في أيام علته، فدبَّر أمر الحرب على غير الوجه الذي كان يسيره ويسن فيه، فإنه كان ينهى عن القتال إلا بعد تقديم الدعوة، فبيت أبو السرايا العساكر الواردة ثانياً وأوقع بهم وهم على غِرَّة وقتل منهم مقتلة عظيمة، واستباح أموالهم وضرب عبدوس ضربة فلق بها هامته، ورجع إلى الكوفة غانماً، ودخل إلى محمد بن إبراهيم وقد اشتدت به العلة، فوبخه على تبييته العسكر، وقال له: أنا أبرأ إلى اللّه مما فعلت، فما كان لك أن تبيتهم وتقاتلهم حتى تدعوهم، وما كان لك أن تأخذ من عسكرهم إلا ما جلبوا به علينا من السلاح، فقال أبو السرايا: يا بن رسول اللّه تدبير الحرب أوجب هذا ولست أعاود مثله.

## وفاته
توفي فجأةً في مستهل شهر رجب سنة 199هـ/ 814م، وقيل أن سبب وفاته قيام أبو السرايا السري بتسميمه؛ لأنهم لما غنموا ما في عسكر زهير قام ابن طباطبا بمنع أبو السرايا عن الغنائم، وكان الناس له مطيعين فعلم أبو السرايا أنه لا حكم له معه فسمه فمات، وأخذ غلامًا يقال له محمد بن محمد بن زيد بن علي بن الحسين بن علي بن أبي طالب فكان الحكم إلى أبي السرايا.
ولما تبين أبو السرايا في وجهه الموت، قال: يا بن رسول اللّه كُلُّ حي ميت وكل جديد بال، فاعهد إلي. فقال:
| محمد بن إبراهيم طباطبا | أوصيك بتقوى اللّه والمقام على الذب عن ديننا ونصر أهل بيت نبيك صلى اللّه عليه وعلى آله | محمد بن إبراهيم طباطبا |

وقال له: «لو كان أخي القاسم حاضرا لعهدت إليه»، ثم أشار إلى علي بن عبيد اللّه وقال: قد بلوت طريقته ورضيت به. واعتقل لسانه فتوفي ودفن في الكوفة.